# 三酮
三酮（英語： 或 trione）是指带有三个羰基官能团的有机化合物分子。

克酮酸是一种环状三酮，包括有三个C=O基团

环状的三酮包括：环丙三酮, 巴比妥酸和三嗪类的三聚氰酸，以及带有羟基基团的克酮酸。在茚三酮中，中间的羰基通常被水化为偕二醇的形式。
线性的三酮包括：三缩脲、戊三酮，以及羰基算入羧基内部的丙酮二酸、草酰乙酸（但这类化合物通常都归类为二羧酸或酮酸）等。